# Liste des communes de Belgique

Délimitations régionales et provinciales (en rouge) et communales.

## Liste des communes par région
- Liste des communes de la Région de Bruxelles-Capitale.
- Liste des communes de la Région flamande.
- Liste des communes de la Région wallonne.

## Liste des communes par paramètre
- Liste des communes de Belgique par population.
- Liste des communes de Belgique par superficie.
- Liste des communes à facilités.